# Национални музеј Судана
Национални музеј Судана или Судански национални музеј, скраћено СНМ, је двоспратна зграда изграђена 1955. године и основана као музеј 1971. године у Картуму, у Судану. У згради и околним вртовима смештена је највећа и најопсежнија нубијска археолошка збирка на свету, укључујући предмете од палеолита до исламског периода који потичу са свих важних места у Судану.
У њему се посебно налазе колекције из ових периода историје Судана: палеолит, мезолит, неолит, култура А-групе, култура Ц-групе, култура Керма, Средње краљевство Египата, Ново царство Египта, Напата, Мероз,, култура X- групе и средњовековне Макурије.
Музеј се налази на авенији El Neel (Нил) у месту Картум у области Ал-Мугран, у близини места где се састају Бели и Плави Нил.

## Збирка
Предмети музеја изложени су у четири области:
- Главна сала у приземљу
- Галерија на првом спрату
- Музеј на отвореном у башти
- Монументална алеја испред зграде музеја

### Приземље
Кључни нагласци колекција укључују:
- Статуа Тахарка. Посетиоце музеја дочекује 4 метра висока гранитна статуа фараона Тахарка, претпоследњег фараона из 25. династије, окренута главном улазу. Статуу су Египћани сломили отпуштањем Напате 591. п. н. е. За време владавине Псамтика II, а потом су је свештеници кушити закопали у јаму а пронашао је Џорџ Ендру Рајснер 1916.[5]
- Неолитске црно брушене керамике и статуе овнова културе Ц-групе.
- Погребни предмети и уметност керамике датирају из периода неолита, А-групе, Ц-групе, Керме и Кушита.
- Stela of the chief of Teh-khet Amenemhat, пронађена на Debeira West
- Артефакти средњег краљевства Египата и новог краљевства Египата са подручја треће катаракте попут Саи, Солеб, Седеинга и Кава.
- Фигурица богиње патуљака Бес (египатско божанство) са нагнутим ногама, пунашног тела и необичних црта лица: Има велики раван нос и широка уста уоквирена лављом гривом и округлим лављим ушима. Ретко у египатској уметности, Бес је приказан фронтално и пуног лица, уместо у профилу. Чини се да хвата валовиту змију у својој троцифреној левој руци која показује да контролише непријатељске снаге. Заштитница је мајки и новорођене деце.[6]
- Периоди Напата и Мероз Краљевине Куш, укључујући 25. династију: Погребни материјал, гранитна статуа краља Аспелте, статуа непознатог мероитског краља представљена као стреличар и артефакти са његових најрепрезентативнијих места попут Мероз, Musawwarat es-Sufra и Нака.

- Врч Керма културе са кљуном у облику главе нилског коња
- Стела шефа Тех-кхета, Аменемхата
- Женски демон опкољен
- Бронзана статуа мероитског краља као стрелца
- Почетак пешчара CE - изрезбарена мероитска статуа која подиже леву руку

### Први спрат
- Зидне слике из Катедралe Фарас датиране између 9. и 13. века, одвојене током UNESCO-ве кампање за спашавање.
- Каталог грчких и коптских натписа, насталих пре свега хришћанском културом Нубије, био је научни допринос Adamа Lajtara са Варшавског универзитета у погледу грчких натписа и Jacques Van der Vlietа са Универзитет у Лајдену у погледу коптских натписа. Натписи садрже нубијске погребне натписе. Налазишта ових натписа су са нубијске територије у Судану, протежући се од Фараса на северу до Собе на југу. Текстови су исписани на плочама пешчара, мермера или теракоте (36 натписа, углавном из Макурије), плоче су углавном правоугаоног облика.[7]

- Фреска Фарасове катедрале која приказује Исусово рођење
- Прича о Данијелу и о троје младића бачених у пећ

### Музејска башта

#### Пресељени храмови из језера Насер
У музејској башти су обновљени неки храмови и гробнице пресељене из подручја подводног језера Насер. Висока брана Асуан саграђена преко реке Нил у Египту створила је резервоар у области Нубије, који се протезао на територију Судана претећи да потопи древне храмове. Током UNESCO-ве кампање за спашавање  следећи храмови и гробнице поново су постављени у музејској башти према истој оријентацији њиховог првобитног положаја који окружује вештачки појас воде симболишући Нил:
- Неки остаци храма Рамзеса II из Акше посвећен Амуну и самом Рамзесу II. Сачувани су део Пилона са фараоном који се клањао династичком богу Амуну и неки споредни елементи који детаљно описују представнике народа.
- Храм Хатшепсут из Бухена посвећен Хорусу. Хорус са соколовом главом, митски предак свих фараона и Хачепсут који се појављује као краљ, никада као жена.
- Храм Кума посвећен овновском Хнум, богу Нилских катаракти.
- Гробница нубијског принца Djehuti-hotep у Дебеири
- Храм Семна посвећен Дедуну и обожаваном Сесострису III. Потонули рељефи овог храма исклесани су током дугог периода, па су сцене фрагментиране.
- Гранитни стубови из катедрале Фара.

- Храм Акше: Фараон који се клања Амуну
- Храм Бухен
- Храм Кума: Кханум са овновском главом (лево) и Тутхмосис III (у средини) који трче према Хатхор (десно) нудећи јој крило
- Храм Семне: Гравура Новог Краљевства приказује лик Сесострис-а III на кори

#### Уписане стене
- Фрагменти натписа потопљених подручја Нила уметнути на лажне стене, укључујући Нилометар са именом краљице Собекнеферу.
- На обалама воденог појаса две Мероитске статуе жабе 60 cm у висину из Баса које представљају богињу воде Хекет као заштитника трудница и новорођенчади.

#### Колоси Табо
Испред зграде музеја постављена су два гранитна недовршена колоса из Таба на острву Арго. Због недостајућих натписа не могу се доделити ниједној особи, али имају римски утицај.

### Монументална алеја
Трака која води од музејског паркинга за аутомобиле до изложбених хала окружена је мероитским статуама 2 овна и 6 лавова који једу мушкарце. Лавови су из првог века пре нове ере, што показују две картуше краља Аманикхабале угравиране на првом лаву с десне стране. Као и жабе лавови су донешени из Баса и представљају ратоборног бога лава Апедемака.
- Мероитска жаба
- Човек једе лава